# Nate Shaw
Nathaniel Shaw (San Diego, Kalifornia, 1945. május 20. –) amerikai amerikaifutball-játékos és edző, a USC Trojans és az Oregon State Beavers defensive backjeinek edzője.

## Játékosként
Az Abraham Lincoln középiskolában érettségizett, majd a USC Trojans defensive backje volt. 1965-ben és 1966-ban elnyerte az All-Pac-8, 1966-ban pedig az All-America elismerést. Az 1967-es NFL-draftben a Los Angeles Rams kiválasztotta, ahol két szezont játszott.

## Edzőként
1976 és 1979 között az Oregon State Beavers, 1980 és 1986 között pedig a USC Trojans defensive backjeinek edzője volt.

## Családja
Visszavonulását követően a szállodaiparban dolgozott és vízszerelői vállalkozása volt. Fivére, Willie Shaw és unokaöccse, David Shaw szintén edzők.

## Fordítás
- Ez a szócikk részben vagy egészben  a   Nate Shaw című angol Wikipédia-szócikk ezen változatának fordításán alapul.  Az eredeti cikk szerkesztőit annak laptörténete sorolja fel. Ez a jelzés csupán a megfogalmazás eredetét és a szerzői jogokat jelzi, nem szolgál a cikkben szereplő információk forrásmegjelöléseként.